# Quinn Isaacson
Quinn Lester Isaacson (ur. 19 lutego 1999 w Downers Grove) – amerykański siatkarz, reprezentant kraju, grający na pozycji rozgrywającego.
Pochodzi ze sportowej rodziny, jego matka była siatkarką, obecnie jest trenerką siatkówki na uniwersytecie, a ojciec uprawiał futbol amerykański. Trenował w National Football League drużynę Green Bay Packers, a w sezonie 2023/2024 w rozgrywkach uniwersyteckich Uniwersytet Stanu Iowa.
Po zakończonym sezonie we francuskiej Ligue A (2022/2023) i Marmara SpikeLigue (2023/2024) był na 2 miejscu wśród najlepszych rozgrywających po danym sezonie, w obu sezonach najlepszym rozgrywającym okazał się siatkarz Tours VB, Željko Ćorić.
1 grudnia 2024 roku dzień przed meczem z Treflem Gdańsk w 14. kolejce PlusLigi (2024/2025) podczas treningu doznał kontuzji złamania 2 palców dłoni.

## Sukcesy klubowe
Mistrzostwa MIVA Conference:
- 2022[13]

Mistrzostwo Francji:
- 2024[14]

## Sukcesy reprezentacyjne
Puchar Panamerykański:
- 2024[15]
- 2022[16]